# Fordewind

Wiatr fordewind – na rysunku E

Fordewind, pełny wiatr (z niem. vor dem Wind lub hol. voor de wind  – dosł. przed wiatrem) – kierunek wiatru pozornego wiejącego na żaglowcu prosto od strony rufy, a zatem dokładnie zgodnie z kierunkiem, w którym porusza się statek. Wbrew pozorom, nie jest to najkorzystniejszy kierunek dla żaglowca, gdyż przy tej samej prędkości wiatru, jednostka może rozwinąć większą prędkość płynąc pod kątem do wiatru (najlepiej baksztagiem), o czym mówi iloczyn skalarny wektorów ruchu wiatru i ruchu jednostki. Ponadto przy wietrze prosto od rufy tylne żagle w osi jednostki zasłaniają żagle bliższe dziobowi, zabierając im wiatr, co jest szczególnie niekorzystne przy ożaglowaniu rejowym. Przy ożaglowaniu skośnym można wtedy ustawić żagle na dwóch kolejnych masztach w odwróconej pozycji (czyli na halsie prawym i lewym), a na jednostkach jednomasztowych ustawić w odwróconych pozycjach foka i grota (stąd żeglarskie "płynąć motylkiem"). Podczas płynięcia fordewindem korzysta się zwykle ze spinakera na jednostkach wyposażonych w ten typ żagla.